# Редькин, Андрей Павлович
Андрей Павлович Редькин (31 мая 1972, Ростов-на-Дону) — советский и российский футболист, защитник.

## Биография
Воспитанник ростовского Училища олимпийского резерва. На взрослом уровне дебютировал 14 апреля 1990 года в составе «Ростсельмаша» в матче Кубка СССР против липецкого «Металлурга». В том же году перешёл в ростовский СКА, а со следующего сезона стал основным защитником клуба. В 1993 году перешёл в московское «Торпедо», но в основной состав не пробился и выступал во второй лиге за дубль.
В 1994 году вернулся в «Ростсельмаш», который проводил сезон в первой лиге после вылета из высшей. В первом сезоне защитник принял участие в 21 матче и помог своей команде выйти в высшую лигу со второго места. 1 апреля 1995 года в игре против КАМАЗа дебютировал в высшем дивизионе. Всего в первом круге сезона 1995 года сыграл 11 матчей в высшей лиге и во время летнего трансферного окна покинул команду.
С лета 1995 года до конца профессиональной карьеры в 2004 году выступал за ростовский СКА, с перерывом в осенней части 1997 года, когда выступал за астраханский «Волгарь-Газпром». Всего в составе «армейцев» за 13 неполных сезонов (1990—1992, 1995—2004) сыграл 304 матча в первенствах СССР и России, забил один гол (331 матч с учётом сезона-1998 в любительском первенстве).
Во второй половине 2000-х годов играл за любительские коллективы Ростовской области.
После окончания игровой карьеры работал тренером в ростовском УОР, также тренировал любительский клуб «Звезда».